# Armand Mastroianni
Pour les articles homonymes, voir Mastroianni.
Armand Mastroianni, né le 1er août 1948 à New York dans le quartier de Brooklyn, est un acteur, réalisateur et scénariste américain surtout actif à la télévision. Il a commencé sa carrière en 1980 avec un film d'horreur, He Knows You're Alone (Noces sanglantes), le premier film où apparaît Tom Hanks.

## Filmographie

### Acteur

#### Cinéma
- 1989 : Psycho Killer de William Lustig : Cop
- 2010 : Dante's Inferno: Abandon All Hope (en) (documentaire) de Boris Acosta : Speaker: 9th Circle - Lucifer
- 2014 : Dante's Hell Animated (en) (court métrage) de Boris Acosta :
- 2015 : Flowers in the Snow-FTP de Paul Bounds, Paul Marshall, Ashley Nicole et Thaddeus Ygnacio :

### Producteur

#### Cinéma
- 2011 : The Finalist (court métrage)
- 2011 : The Quandary (court métrage)

#### Télévision

##### Téléfilms
- 1999 : Celle qui en savait trop (Caracara) de Graeme Clifford
- 2012 : Un plan diabolique (A Dark Plan)
- 2016 : Meat

##### Séries télévisées
- 1991 : La Malédiction de Collinwood (Dark Shadows) (5 épisodes)

### Réalisateur

#### Cinéma
- 1980 : Noces sanglantes (He Knows You're Alone)
- 1982 : Un tueur dans la ville (The Clairvoyant)
- 1986 : Super Naturals (en) (The Supernaturals)
- 1987 : Machinations (Distortions)
- 1988 : Cameron's Closet
- 1988 : Double Revenge
- 2006 : La Prophétie des Andes (The Celestine Prophecy)
- 2011 : The Finalist (court métrage)
- 2011 : The Quandary (court métrage)

#### Télévision

##### Téléfilms
- 1991 : Perfect Crimes
- 1992 : Un engrenage fatal (When No One Would Listen)
- 1993 : Les Audacieux (Deep Trouble)
- 1993 : La Justice du désespoir (A Mother's Revenge)
- 1994 : Victime de la rage (en) (Cries Unheard: The Donna Yaklich Story)
- 1994 : Un des siens (One of Her Own)
- 1994 : La Blonde et le Privé (Come Die with Me: A Mickey Spillane's Mike Hammer Mystery)
- 1995 : Une mère trahie (Sleep, Baby, Sleep)
- 1995 : Le dernier fléau (en) (Virus)
- 1995 : Jessica, le combat pour l'amour (Dare to Love)
- 1996 : L'Anneau de Cassandra (The Ring)
- 1998 : Une évasion en or (The Perfect Getaway)
- 1999 : Choc mortel (Fatal Error)
- 1999 : Garde rapprochée (en) (First Daughter)
- 1999 : Le train de l'enfer (Final Run)
- 2000 : Atterrissage impossible (Nowhere to Land)
- 2000 : L'histoire de Linda McCartney (en) (The Linda McCartney Story)
- 2000 : Un président en ligne de mire (First Target)
- 2002 : La Plus Haute Cible' (First Shot)
- 2005 : Miss Détective : Pas vu, pas pris (Jane Doe: Now You See It, Now You Don't)
- 2005 : Miss Detective : Un mort en cavale (Jane Doe: Til Death Do Us Part)
- 2005 : La Rose noire (Gone But Not Forgotten)
- 2006 : Miss Détective : La mémoire envolée (Jane Doe: Yes, I Remember It Well)
- 2006 : Mariage contrarié (Falling in Love with the Girl Next Door)
- 2006 : Toute une vie à aimer (Though None Go with Me)
- 2007 : Pandemic : Virus fatal (Pandemic)
- 2007 : Vol 732 : Terreur en plein ciel (Final Approach)
- 2007 : Sharpshooter (en)
- 2008 : Derrière les apparences (Black Widow)
- 2008 : A Gunfighter's Pledge (en)
- 2008 : Chapitre macabre (Grave Misconduct)
- 2008 : Un Noël recomposé (Our First Christmas)
- 2009 : Une seconde vie (Mrs. Washington Goes to Smith)
- 2009 : L'Amour aux deux visages (Citizen Jane)
- 2012 : Un plan diabolique (A Dark Plan)
- 2016 : Meat

##### Séries télévisées
- 1984, 1985 et 1987 : Histoires de l'autre monde (Tales from the Darkside) (4 épisodes)
- 1989-1990 : War of the Worlds (4 épisodes)
- 1989-1990 : Vendredi 13 (Friday the 13th: The Series) (8 épisodes)
- 1991 : La Malédiction de Collinwood (Dark Shadows) (2 épisodes)
- 1991 : Against the Law (en) (2 épisodes)
- 1991-1992 : La Voix du silence (Reasonable Doubts) (3 épisodes)
- 1992 : Le Bar de l'angoisse (en) (Nightmare Cafe) (2 épisodes)
- 1992 : Mann & Machine (en)
- 1992 : Freshman Dorm (en) (2 épisodes)
- 1996 : Invasion
- 2002 : Les Anges du bonheur (Touched by an Angel) (4 épisodes)
- 2003 : Dead Zone (The Dead Zone)
- 2013 : Man Life Crisis (5 épisodes)

### Scénariste

#### Cinéma
- 1982 : Un tueur dans la ville (The Clairvoyant)
- 2011 : The Finalist (court métrage)

#### Télévision

##### Séries télévisées
1985 : Histoires de l'autre monde (Tales from the Darkside)